# Saint-M'Hervon
Saint-M'Hervon (en bretó Lanvaelvon, en gal·ló Saent-Mervon) és un municipi francès, situat a la regió de Bretanya, al departament d'Ille i Vilaine. L'any 2006 tenia 402 habitants.

## Demografia
| 1962                                       | 1968 | 1975 | 1982 | 1990 | 1999 |
| ------------------------------------------ | ---- | ---- | ---- | ---- | ---- |
| 136                                        | 158  | 152  | 174  | 240  | 317  |
| Des de 1962: població sense dobles comptes |      |      |      |      |      |

## Administració
| Període   | Identitat     | Partit |
| --------- | ------------- | ------ |
| 2001-2008 | Marie Daugan  |        |
| 2008-     | Fabien Briche |        |